# District de Tsholotsho

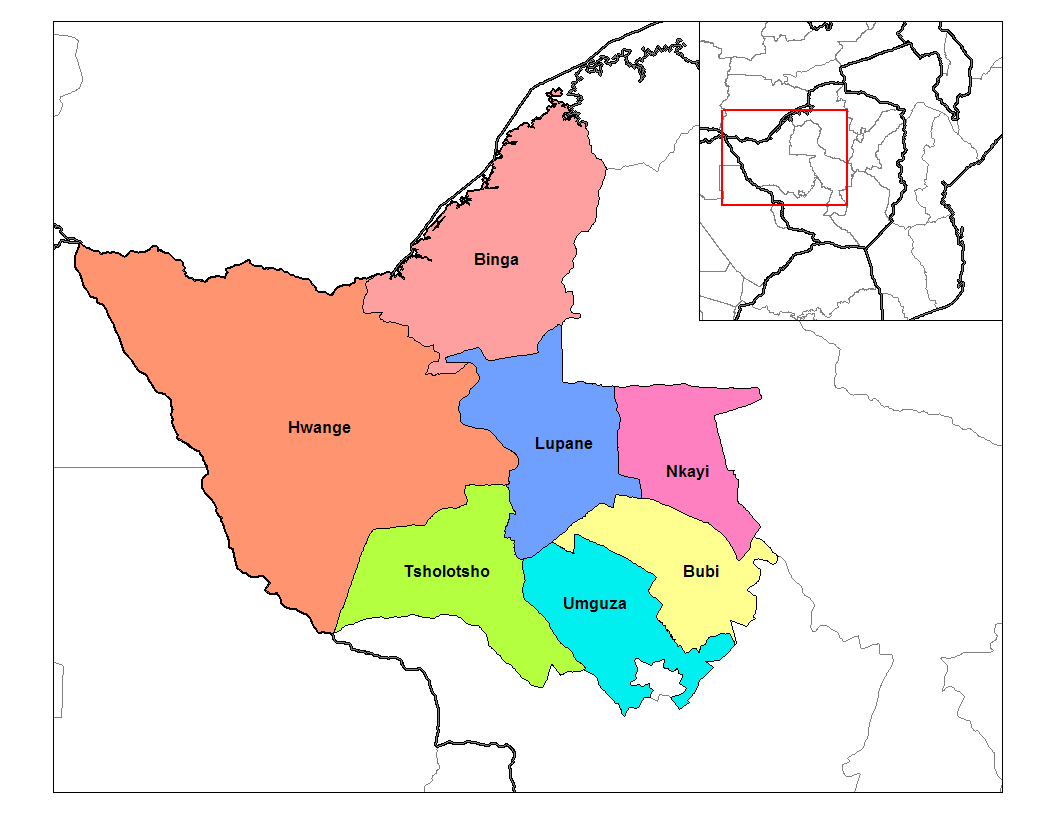
Carte des districts du Matabeleland septentrional

Le district de Tsholotsho est une subdivision administrative de second ordre de la province du Matabeleland septentrional au Zimbabwe.